# Meurtre de Laura Dickinson
Le meurtre de Laura Dickinson est une affaire criminelle portant sur l'assassinat de Laura Dickinson, étudiante à l'université de l'Est du Michigan, par un autre étudiant le 13 décembre 2006. L'université a enfreint le Clery Act.

## Agression sexuelle et meurtre
Laura Dickinson a été tuée dans sa chambre en résidence étudiante le 13 décembre 2006. L'université annonce qu'elle est « décédée subitement », sans autre précision, et assure aux autres étudiants qu'ils sont en sécurité ; cette version est répétée pendant 10 semaines, y compris aux parents de la victime. À partir du liquide séminal présent sur la victime, l'analyse ADN a permis de remonter à Orange Taylor III, un autre étudiant, qui a été déclaré coupable de ce féminicide. D'après les rapports de police, l'enquête portait sur un meurtre ; or, les responsables de l'université ont nié ce fait et ne l'ont annoncé officiellement que le jour où Taylor est arrêté, le 23 février 2007. L'arrestation a eu lieu au moment où les étudiants ne pouvaient plus annuler leur inscription ni obtenir un remboursement total de leurs frais de logement.

## Conséquences

### Infraction auClery Act
Le Clery Act impose aux établissements d'enseignement supérieur américains d'informer les étudiants concernant la criminalité sur le campus et de leur communiquer un danger immédiat.
Butzel Long, cabinet juridique de Détroit, a ensuite mené une enquête montrant que l'université d'Eastern Michigan (EMU) a commis une infraction au Clery Act car les responsables n'ont pas averti les étudiants de l'agression ; le cabinet désigne Jim Vick, vice-président des affaires étudiantes, comme le principal acteur de cette dissimulation.
Le 3 juillet 2007, le département de l'Éducation diffuse au public son compte rendu sur les infractions de l'EMU au Clery Act. « Plusieurs éléments de non-respect de la loi sont mis au jour pendant l'enquête, que le département [de l'Éducation] voit comme de graves manquements au Clery Act ». L'EMU publie sa réponse au rapport le 27 juillet 2007,. En juin 2008, l'EMU annonce qu'elle accepte de verser une amende de 350 000 dollars en règlement de ses infractions. À cette époque, c'est l'amende la plus élevée jamais infligée à une université.

### Règlement avec la famille Dickinson
Le 13 décembre 2007, l'EMU passe un accord d'indemnisation avec la famille de Laura Dickinson, moyennant 2,5 millions de dollars.

### Limogeage du président de l'université
En raison du scandale national, le président de l'université, John A. Fallon, est remercié par le conseil d'administration en juillet 2007.

### Condamnation d'Orange Taylor III
Le 7 avril 2008, un jury déclare qu'Orange Taylor III est coupable d'homicide, d'agression dans l'intention de commettre une pénétration sexuelle, d'intrusion dans un domicile et de vol. Le 7 mai 2008, il est condamné à l'emprisonnement à perpétuité.

### Documentation
- P.J. Huffstutter, « A killing kept in the shadows », Los Angeles Times,‎ 19 juin 2007 (lire en ligne).
- « Michigan: Man Convicted in Student’s Killing », The New York Times,‎ 8 avril 2008 (lire en ligne).